# Mordfall Hammersmith-Geist

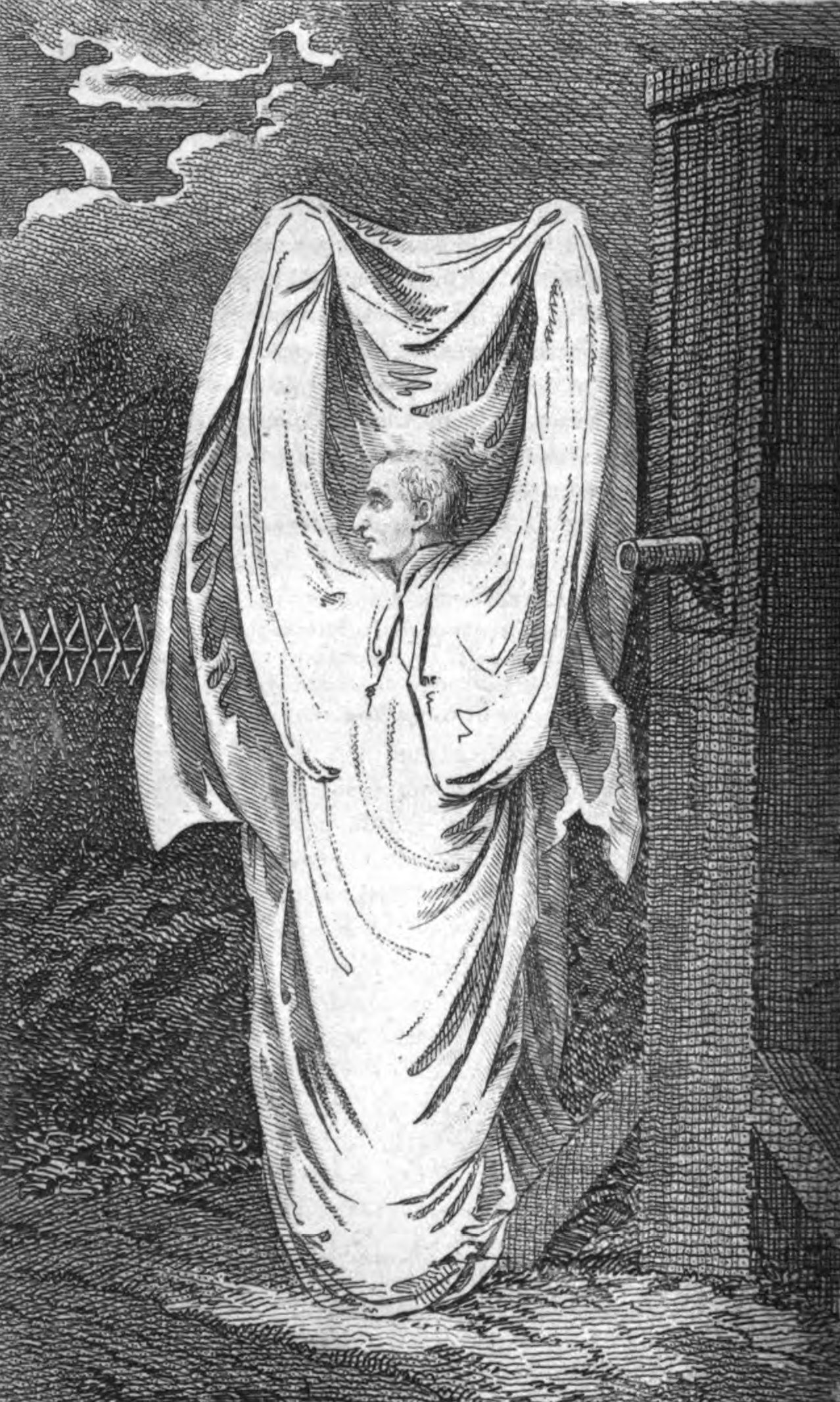
Stich des Hammersmith-Geistes. Aus: Kirby's Wonderful and Scientific Museum

Der Mordfall Hammersmith-Geist von 1804 ist ein Präzedenzfall im Vereinigten Königreich hinsichtlich des Rechts auf Selbstverteidigung: Ist jemand für seine Handlungen verantwortlich, auch wenn sie die Folge eines irrtümlichen Glaubens sind?
Ende des Jahres 1803 behaupteten mehrere Personen, sie hätten im Londoner Stadtteil Hammersmith einen Geist gesehen oder seien sogar von ihm angegriffen worden. Anwohner glaubten, es handele sich dabei um den Geist eines Selbstmörders. Am 3. Januar 1804 erschoss ein Mitglied einer der bewaffneten Bürgerwehren, die infolge der Berichterstattung eingerichtet worden waren, den Maurer Thomas Millwood, den er aufgrund seiner weißen Berufsbekleidung für eine Geistererscheinung hielt. Der Schütze, ein 29-jähriger Steuerbeamter namens Francis Smith, wurde des Mordes für schuldig befunden und zum Tode verurteilt, danach zu einem Jahr Zwangsarbeit begnadigt.
Die Rechtsfragen, die der Fall aufwarf, wurden erst 1984, 180 Jahre später, durch den Court of Appeal abschließend geklärt.

## Der Tod von Thomas Millwood
Ende des Jahres 1803 behauptete eine Reihe von Personen, in der Gegend von Hammersmith einen Geist gesehen zu haben; einige wollten sogar von ihm angegriffen worden sein. Anwohner erklärten, es handele sich um den Geist eines Mannes, der im vergangenen Jahr Suizid begangen hatte und auf dem Kirchhof von Hammersmith begraben worden war. Nach dem damaligen Volksglauben durften Selbstmörder nicht in geweihtem Grund begraben werden, da ihre Seelen dann keine Ruhe fänden. Am 3. Januar 1804 schoss der 29-jährige Steuerbeamte Francis Smith, Mitglied einer bewaffneten Bürgerwehr, auf eine weiße Gestalt in der Black Lion Lane. Es war der Maurer Thomas Millwood, der die übliche Arbeitskleidung seines Gewerbes trug: „linen trowsers [sic] entirely white, washed very clean, a waistcoat of flannel, apparently new, very white, and an apron, which he wore round him“ („Leinenhosen ganz weiß, sehr sauber gewaschen, eine Flanellweste, offenbar neu, sehr weiß, und einen Schurz, den er umgebunden hatte“). Millwood kam zu Tode.

## Das Gerichtsverfahren gegen Francis Smith
Smith wurde wegen Mordes angeklagt. Eine Zeugin, Mrs. Fulbrooke, erklärte, sie habe den später Getöteten gewarnt und ihm geraten, seine weiße Kleidung mit einem Mantel zu bedecken, da er schon einmal für einen Geist gehalten worden war.

“On Saturday evening, he and I were at home, for he lived with me; he said he had frightened two ladies and a gentleman who were coming along the terrace in a carriage, for that the man said, he dared to say there goes the ghost; that he said he was no more a ghost than he was, and asked him, using a bad word, did he want a punch of the head; I begged of him to change his dress; Thomas, says I, as there is a piece of work about the ghost, and your cloaths [sic] look white, pray do put on your great coat, that you may not run any danger.”

„Am Samstagabend waren er und ich zu Hause, da er bei mir lebte; er sagte mir, er habe zwei Damen und einen Herrn erschreckt, die in einer Kutsche die Straße entlangkamen, denn der Mann habe gesagt, er wage zu behaupten, dort gehe der Geist; er habe zu ihm gesagt, dass er ebenso wenig ein Geist sei wie er selber, und ihn gefragt, ob er einen Schlag auf den Kopf wolle, wobei er ein schlimmes Wort benutzte. Ich bat ihn, sich anders anzuziehen; Thomas, sagte ich, da es so viel Aufregung über den Geist gibt und deine Kleidung weiß aussieht, bitte zieh deinen Überrock an, damit du nicht in Gefahr gerätst.“

Millwoods Schwester sagte aus, dass Smith zwar ihrem Bruder zugerufen habe, stehenzubleiben, oder er werde schießen, aber unmittelbar darauf bereits geschossen habe. Ungeachtet einer Reihe positiver Leumundszeugnisse über Smith belehrte der Richter, Lord Chief Baron Macdonald, die Jury, dass der Tatbestand des Mordes keine Böswilligkeit, sondern lediglich eine Tötungsabsicht erfordere:

“I should betray my duty, and injure the public security, if I did not persist in asserting that this is a clear case of murder, if the facts be proved to your satisfaction. All killing whatever amounts to murder, unless justified by the law, or in self-defence. In cases of some involuntary acts, or some sufficiently violent provocation, it becomes manslaughter. Not one of these circumstances occur here.”

„Ich würde meine Pflicht vergessen und der öffentlichen Sicherheit Schaden zufügen, wenn ich nicht darauf bestehen würde, dass dies ein eindeutiger Fall von Mord ist, sofern der Sachverhalt zu Ihrer Zufriedenheit bewiesen wird. Jedwede Tötung ist Mord, wenn sie nicht durch das Gesetz gerechtfertigt oder Notwehr ist. In Fällen gewisser unfreiwilliger Handlungen oder ausreichend starker Provokation wird es Totschlag. Nicht einer dieser Umstände liegt hier vor.“

Der Angeklagte war weder provoziert worden, noch hatte er den Versuch gemacht, den vermeintlichen Geist zu ergreifen; daher wies Macdonald die Jury an, den Angeklagten des Mordes für schuldig zu befinden, wenn sie die von den Zeugen vorgetragenen Sachverhalte für glaubwürdig hielte. Nach einer Stunde Beratung verkündete die Jury ihren Spruch, der auf Totschlag lautete. Macdonald informierte die Jury, dass „das Gericht einen solchen Spruch nicht akzeptieren könne“ und dass sie Smith entweder des Mordes für schuldig befinden oder freisprechen müsse. Dass er Millwood für einen Geist gehalten habe, sei irrelevant. Danach kehrte die Jury mit dem Schuldspruch zurück. Macdonald sprach das herkömmliche Todesurteil aus, erklärte aber, dass er den Fall König Georg III. vorlegen werde, der das Recht zur Begnadigung hatte.
Das ursprüngliche Urteil, Tod durch Hängen und Auslieferung des Leichnams an die Anatomie, wurde in ein Jahr Zwangsarbeit umgewandelt. In der Zwischenzeit hatte die große öffentliche Aufmerksamkeit, die der Fall erregte, dazu geführt, dass der wahre Schuldige sich offenbarte. Es handelte sich um John Graham, einen älteren Schuhmacher, der sich mit einem weißen Tuch als Geist verkleidet hatte, um seinen Lehrling zu erschrecken, weil dieser Grahams Kindern mit Geistergeschichten Angst gemacht hatte.

## Juristische Nachwirkungen
Die Frage, ob es ein Schuldausschließungsgrund ist, wenn ein Täter sich in einem Tatbestandsirrtum befunden hat, wurde im Rechtswesen des Vereinigten Königreichs über ein Jahrhundert lang diskutiert, bis sie vom Court of Appeal im Fall R v Williams (Gladstone) geklärt wurde. Das Revisionsverfahren wurde von Gladstone Williams angestrengt, der wegen Körperverletzung verurteilt worden war, nachdem er gesehen hatte, wie ein Mann einen anderen, jüngeren Mann gewaltsam über die Straße schleppte, während der jüngere Mann um Hilfe rief. In dem irrigen Glauben, es handele sich um einen Überfall, griff er ein und verletzte den vermeintlichen Angreifer, der in Wirklichkeit versucht hatte, einen des Diebstahls Verdächtigen festzuhalten. In der Revision bezog sich der Lord Chief Justice of England and Wales Geoffrey Lane, Baron Lane auf die frühere Debatte:

“[The case] raised issues of law which have been the subject of debate for more years than one likes to think about and the subject of more learned academic articles than one would care to read in an evening.”

„[Der Fall] wirft juristische Probleme auf, die schon länger diskutiert worden sind, als man denken mag, und von mehr gelehrten wissenschaftlichen Artikeln behandelt wurden, als man an einem Abend lesen könnte.“

Im Weiteren führte Lane aus:

“In a case of self-defence, where self-defence or the prevention of crime is concerned, if the jury came to the conclusion that the defendant believed, or may have believed, that he was being attacked or that a crime was being committed, and that force was necessary to protect himself or to prevent the crime, then the prosecution have not proved their case. If however the defendant’s alleged belief was mistaken and if the mistake was an unreasonable one, that may be a peaceful reason for coming to the conclusion that the belief was not honestly held and should be rejected. Even if the jury come to the conclusion that the mistake was an unreasonable one, if the defendant may genuinely have been labouring under it, he is entitled to rely upon it.”

„Wenn in einem Fall von Selbstverteidigung, in dem es um Notwehr oder Nothilfe geht, die Geschworenen zu dem Ergebnis kommen, dass der Angeklagte in dem Glauben war oder sein konnte, angegriffen zu werden oder Zeuge einer Straftat zu sein und dass Gewaltanwendung notwendig sei, um sich selbst zu schützen oder die Straftat zu verhindern, dann verfügt die Anklagevertretung nicht über hinreichende Beweisgründe für ihre Anklage. Wenn sich der Angeklagte mit seinem Glauben im Irrtum befand und dieser Irrtum nicht vernünftig begründbar ist, ist das ein hinreichender Grund, um zu dem Ergebnis zu gelangen, dass der Glaube nicht aufrichtig war und nicht anerkannt werden kann. Aber selbst wenn die Geschworenen zu dem Ergebnis kommen, dass der Glaube nicht vernünftig begründbar war, hat der Angeklagte trotzdem das Recht, sich darauf zu berufen, wenn er ernsthaft davon überzeugt war.“

Die Revision wurde zugelassen und das Urteil aufgehoben. Die Entscheidung wurde vom Privy Council im Fall Beckford v R (1988) bestätigt und erhielt schließlich im Criminal Justice and Immigration Act 2008, § 76, Gesetzesform.